# RimWorld
RimWorld – komputerowa gra strategiczna polegająca na zarządzaniu kolonią na odległej planecie. Stworzona przez Ludeon Studios i wydana 17 października 2018. Jest dostępna na platformy Microsoft Windows, macOS i Linux.

## Fabuła
Akcja gry dzieje się w odległej przyszłości, w czasach gdy ludzkość opanowała technologię podróży międzyplanetarnych i rozpoczęła proces kolonizacji planet zdatnych do zamieszkania. 

### Scenariusze rozgrywki
Gracz ma do wyboru trzy scenariusze (siedem w przypadku posiadania wszystkich dodatków DLC) oraz trzech narratorów wpływających na przyszłe zdarzenia i zmieniających wygląd rozgrywki. Każdego z kolonistów można wylosować, tzn. dobrać odpowiednie dla nich cechy charakteru i umiejętności. Planeta, na której toczy się rozgrywka, przypomina Ziemię oraz jest generowana losowo poprzez wybranie tzw. „seeda”. 
W domyślnym scenariuszu, gracz kieruje grupą trzech rozbitków statku kosmicznego. 
W innym scenariuszu, gracz może pokierować grupą pięciu współplemieńców, którzy ocaleli z ataku „mechanoidów”. Dysponują jedynie prymitywną technologią i bronią – co zwiększa wyzwanie jakie stawia gra. Zdobywanie technologii przez nich jest trzy razy dłuższe niż w przypadku scenariusza z rozbitkami.
Następnym scenariuszem jest gra bogatym odkrywcą, który porzucił swoją zaawansowaną cywilizację, aby zwiedzić odległe gwiazdy w poszukiwaniu przygód.
Ostatnim scenariuszem jest tzw. „naga brutalność”. Polega na grze jedną postacią bez przedmiotów startowych, ale z podobnym poziomem technologii co w pierwszym scenariuszu.
Każda rozgrywka przebiega inaczej od poprzedniej i stawia nowe wyzwania. Oznacza to, że fabuła gry jest nieliniowa i w dużym stopniu zależy od poczynań gracza.

## Rozgrywka
Podstawowym zadaniem jest przetrwanie i odpowiednie pokierowanie kolonistami tak, aby nieustannie rozwijać kolonię. Rozgrywka jest inspirowana rozwiązaniami z Dwarf Fortress, takimi jak system walki czy aspekt psychologiczny postaci. Gracz musi zbierać surowce, wytwarzać przedmioty, wznosić budynki oraz odkrywać technologie. Istotne jest dbanie o potrzeby kolonistów, by zminimalizować ewentualne ryzyko załamania psychicznego. Ostatecznym celem rozgrywki jest budowa statku kosmicznego i ucieczka z planety.

### Narratorzy SI
W grze występuje troje narratorów rozgrywki. Od tego, którego z nich wybierze gracz, zależy sposób, w jaki będą toczyły się losy kolonii, na przykład poprzez zwiększenie częstotliwości ataków na wyższym poziomie trudności.
Udostępniono następujących narratorów:
- Klasyczna Kasandra (ang. Cassandra Classic) – stopniowo rosnący poziom trudności.
- Przyjazna Phoebe (ang. Phoebe Chillax) – spokojniejsza rozgrywka o niższym poziomie trudności.
- Losowy Randy (ang. Randy Random) – całkowicie nieprzewidywalne wydarzenia dziejące się w różnych przedziałach czasu.

### Postacie
Grywalne postacie (ich liczba zależy od scenariusza jaki zostanie wybrany) mają różne umiejętności oraz historie życia, które są podzielone na okres dzieciństwa oraz dorosłość. Ich cechy mają duży wpływ na przyszłe zachowania kolonistów oraz determinują, jakie prace mogą podejmować. Przykładowo osoba, która boi się ognia nie będzie w stanie gasić pożarów.
Do niegrywalnych postaci można zaliczyć kupców z karawanami, gości z odległych frakcji oraz atakujących wioskę piratów lub przedstawicieli wrogich frakcji.

### Technologia
Bardzo ważnym aspektem rozgrywki jest technologia. Do jej rozwoju konieczny jest stół do badań oraz postać o wysokich zdolnościach intelektualnych. Jedną z najistotniejszych technologii do opracowania jest elektryczność, która pozwala wytwarzanie prądu elektrycznego poprzez różnego rodzaju generatory (młyn wodny, panele fotowoltaiczne, generatory geotermalny) na umieszczanie takich urządzeń jak lampy, warsztaty oraz systemy ogrzewania. Ten ostatni jest o tyle ważny, gdyż pozwala na budowanie chłodni, co pozwala na gromadzenie zapasów żywności.

## Historia
Początkowo gra miała nazywać się Eclipse Colony i zadebiutowała na crowdfundingowej platformie Kickstarter. Rozwój gry trwał 5 lat, od jej debiutu w 2013 roku po wersję finalną wydaną w 2018 roku.
Do tej produkcji wydano następujące dodatki:
- Royalty (24 lutego 2020)[9],
- Ideology (20 lipca 2021)[10],
- Biotech (21 października 2022)[11],
- Anomaly (11 kwietnia 2024)[12].

### Zawartość dodatkowa

#### Royalty
Dodatek Royalty dodaje do gry nową frakcję, Imperium, stronnictwo o najwyższym poziomie technologicznym. Oprócz tego wprowadza system szlachecki. Każda postać, która posiada punkty "honoru", które określają tytuł szlachecki. Postać z odpowiedni tytuł, nie będzie mogła wykonywać określonych czynności, a także będzie miała nowe albo podwyższone wymagania (np. bogato wyposażona sypialna albo spożywanie tylko wykwitnych posiłków). Dodaje także także system zdolności psioniczne, pozwalające na manipulacje światem poza ludzkim rozumowaniem.

#### Ideology
W dodatku Ideology wprowadzony został system wierzeń. Wspomniane wierzenia tworzą system, w którym funkcjonują poszczególne role społeczne dla kolonistów takie jak przywódcy, kapłani oraz inni specjaliści. Będą oni przeprowadzać różne rytuały, od spokojnych festiwali do składania krwawych ofiar. Wybrane aspekty danej wiary będą miały istotne znaczenie np. na wybór zjadanych przez wyznawców posiłków, sposobu rekreacji i spędzania ze sobą wolnego czasu, szybkość rozwoju technologii, a także stopnia agresywności. Wierzenia będą mogły uznać poszczególne zwierzęta jako święte oraz określać specyficzny wygląd dla wyznawców.

#### Biotech
Dzięki rozszerzeniu Biotech do rozgrywki została wprowadzona możliwość założenia rodziny, a także dodatkowe możliwości związane z inżynierią genetyczną kolonistów.

#### Anomaly
Dodatek Anomaly dodaje zawartość inspirowaną klasycznymi powieściami z gatunku horror takich jak mity o chtulu czy Coś.

##### Odysssey
Odyssey to DLC o tematyce eksploracyjnej, które wprowadziło nowe biomy, punkty orientacyjne, broń, zadania i ponad 40 nowych zwierząt. Najważniejszą funkcją dodatku jest możliwość podróżowania po planecie przy pomocy statku kosmicznego, który może stanowić tradycyjną formę bazy. Został wydany 11 lipca 2025 roku.

## Odbiór gry
Gra otrzymała pozytywne oceny na wielu portalach poświęconych grom. Została również nominowana do tytułu strategii/symulacji roku. Sprzedano ponad milion kopii gry.